# 泉南市の地名
本項泉南市の地名（せんなんしのちめい）では、大阪府泉南市における町名や大字名を中心に、本市並びの前身の泉南町成立以来の地名の変遷について記述する。

## 現行行政町名
まず市内の現行の町字名を五十音順に列挙する。

### あ行
- 兎田
- 岡田
- 岡田1 - 7丁目
- 男里
- 男里1 - 7丁目

### か行
- 北野
- 北野1 - 2丁目

### さ行
- 新家
- 信達市場
- 信達岡中
- 信達大苗代
- 信達金熊寺
- 信達楠畑
- 信達葛畑
- 信達牧野
- 信達六尾
- 信達童子畑
- 泉州空港南

### た行
- 樽井
- 樽井1 - 9丁目

### な行
- 中小路
- 中小路1 - 3丁目
- 鳴滝
- 鳴滝1 - 3丁目

### は行
- 幡代
- 幡代1 - 3丁目
- 馬場
- 馬場1 - 3丁目
- 別所

### ら行
- りんくう南浜

## 町字名の変遷
泉南町は1956年（昭和31年）、泉南郡新家村・信達町・西信達村・鳴滝村・樽井町・雄信達村が合併することにより成立。合併各町村の大字を継承した20大字を編成。
旧新家村
- 兎田
- 新家
- 別所

旧信達町
- 信達市場（市場より）
- 信達岡中（岡中より）
- 信達大苗代（大苗代より）
- 信達金熊寺（金熊寺より）
- 信達楠畑（楠畑より）
- 信達葛畑（葛畑より）
- 信達牧野（牧野より）
- 信達六尾（六尾より）
- 信達童子畑（童子畑より）

旧西信達村
- 岡田
- 北野
- 中小路

旧鳴滝村
- 鳴滝（鳴滝村全域より）

旧樽井町
- 樽井（樽井村全域より）

旧雄信達村
- 男里
- 幡代
- 馬場

1970年（昭和45年）、市制施行して泉南市となる。

### 町字の設置
1990年（平成2年）
- りんくう南浜（埋立地より）

1991年（平成3年）
- 岡田1 - 7丁目
- 北野1 - 2丁目
- 泉州空港南（埋立地より）
- 中小路1 - 3丁目

1992年（平成4年）
- 鳴滝1 - 3丁目（鳴滝の一部より）

1993年（平成5年）
- 樽井1 - 9丁目（樽井・岡田・中小路・鳴滝・信達市場・信達牧野・馬場・男里の各一部より）

1996年（平成8年）
- 男里1 - 7丁目
- 幡代1 - 3丁目
- 馬場1 - 3丁目

## 参考資料
- 角川日本地名大辞典 27 大阪府（1983年、角川書店）